# Laëtitia Tonazzi
Laëtitia Tonazzi (Créteil, 31 gennaio 1981) è un'ex calciatrice francese, di ruolo attaccante.

## Carriera

### Nazionale
Laëtitia Tonazzi viene chiamata dalla Federazione calcistica della Francia (Fédération Française de Football - FFF) per vestire sotto la direzione tecnica di Gérard Prêcheur la maglia della formazione Under-21 nell'amichevole con le pari età della Svezia del 10 aprile 2001, dove allo Stade Bardin-Gousserey di Romilly-sur-Seine le due nazionali terminano l'incontro a reti inviolate.
Per la nazionale maggiore deve attendere l'anno seguente, facendo il suo debutto il 20 aprile 2002, allo Stade de la Meinau di Strasburgo, nell'incontro valido per le qualificazioni al campionato mondiale degli Stati Uniti 2003 nel quale le Blues superano per 4-1 le avversarie della Repubblica Ceca. Ottenuto il passaggio alla fase finale, prima volta di una partecipazione ad un mondiale per la Francia, il tecnico Élisabeth Loisel inserisce Tonazzi in rosa impiegandola in tutte le tre partite giocate del gruppo B prima dell'eliminazione dal torneo.
In seguito viene impiegata da Loisel in numerose occasioni, durante le qualificazioni Europeo di Inghilterra 2005, dove segna la sua prima rete, l'8 settembre 2003, siglando al 63' il gol del definitivo 2-0 con cui la Francia supera l'Islanda, che nelle edizioni 2004 e 2005 dell'Algarve Cup, tuttavia decide di non inserirla in rosa per la fase finale dell'Europeo.
Deve attendere però il suo successore Bruno Bini per essere reinserita in rosa per una fase finale UEFA, questa volta dell'Europeo di Finlandia 2009, senza tuttavia essere mai impiegata nei quattro incontri disputati prima dell'eliminazione ai quarti di finale ad opera dei Paesi Bassi.
L'ultima partita disputata con la nazionale è stata l'amichevole Stati Uniti Francia del 14 giugno 2014, vinta dalle prime per 1-0, fermando a 65 con 15 reti le presenze con le Blues.

## Palmarès

### Club
- Campionato francese: 4

FCF Juvisy: 2002-2003, 2005-2006
Olympique Lione: 2012-2013, 2013-2014
- Coppa di Francia: 3

FCF Juvisy: 2004-2005
Olympique Lione: 2012-2013, 2013-2014

### Individuale
- Capocannoniere Campionato francese: 2

2007-2008 (27 reti), 2010-2011 (20 reti)